# Busko-Zdrój (gmina)
Busko-Zdrój est une gmina mixte du powiat de Busko, Sainte-Croix, dans le centre-sud de la Pologne. Son siège est la ville de Busko-Zdrój, qui se situe environ 47 km au sud de la capitale régionale Kielce.
La gmina couvre une superficie de 235,88 km2 pour une population de 32 512 habitants.

## Géographie
Outre la ville de Busko-Zdrój, la gmina inclut les villages de Baranów, Bilczów, Biniątki, Błoniec, Bronina, Budzyń, Chotelek, Dobrowoda, Elżbiecin, Gadawa, Galów, Janina, Kameduły, Kawczyce, Kołaczkowice, Kostki Duże, Kostki Małe, Kotki, Łagiewniki, Las Winiarski, Mikułowice, Młyny, Nowa Wieś, Nowy Folwark, Oleszki, Olganów, Owczary, Palonki, Pęczelice, Podgaje, Radzanów, Ruczynów, Siesławice, Skorzów, Skotniki Duże, Skotniki Małe, Słabkowice, Służów, Szaniec, Szczaworyż, Wełecz, Widuchowa, Wolica, Zbludowice, Zbrodzice, Żerniki Górne et Zwierzyniec.
La gmina borde les gminy de Chmielnik, Gnojno, Nowy Korczyn, Pińczów, Solec-Zdrój, Stopnica et Wiślica.